# Arnaldo Pereira
Arnaldo Pereira (Asunción, Paraguay, 11 de enero de 1986) es un futbolista paraguayo. Juega de defensa.

## Trayectoria
Inició su Carrera en el Club Sagrado Corazón de Jesús de la ciudad de Hernandarias En el 2005 debuta profesionalmente en el Club Libertad, donde realizó las formativas consiguiendo varios títulos portando el brazalete de capitán. Luego saltó al 3 de Febrero en el año 2008, año en que su equipo jugaba en la Primera División de su país, donde marcó solo 2 goles. Al año siguiente el jugador pasó al Sport Colombia, donde jugó 683 minutos y sin marcar un solo gol. En el 2010 Pereira llega al Sol de América, donde jugó 1.007 minutos en cancha y anotó también 2 goles, al igual que en el club donde debutó profesionalmente.
En el 2011 será su primera experiencia en el extranjero, ya que fichó por el Lota Schwager de la Primera B de Chile, con el afán de llevar a su nuevo equipo a la Primera División de Chile, luego de 4 años desde su última aparición en la serie mayor del fútbol chileno en el 2007.
En el 2013 se concretó su traspaso al Club Deportivo Capiatá, para luego dar otro paso internacional en el Club Alianza Petrolera de la Division Mayor del Fútbol Profesional Colombiano. 
En el año 2015 defendió nuevamente los colores del Club Sol de América (Asunción).  
En el año 2016 emigró al Fútbol Profesional Boliviano en el Club Deportivo Guabirá. 
En el 2018 jugando por el Sportivo San Lorenzo logró el ascenso a la Primera División de Paraguay. Es más fue el encargado de marcar el último tiro de la tanda de penales, que le dio a su equipo el subcampeonato y el ascenso.

## Clubes
| Club                                  | País      | Año       |
| ------------------------------------- | --------- | --------- |
| 3 de Febrero                          | Paraguay  | 2008      |
| Sport Colombia                        | Paraguay  | 2009      |
| Sol de América                        | Paraguay  | 2010      |
| Lota Schwager                         | Chile     | 2011      |
| 3 de Febrero                          | Paraguay  | 2012      |
| Alianza Petrolera                     | Colombia  | 2013-2014 |
| Deportivo Capiatá                     | Paraguay  | 2014      |
| Sol de América                        | Paraguay  | 2015      |
| Deportivo Capiatá                     | Paraguay  | 2016      |
| Guabirá                               | Bolivia   | 2016      |
| Sportivo Luqueño                      | Paraguay  | 2017      |
| Club Deportivo Guaraní Antonio Franco | Argentina | 2017      |

|Club Deportivo San Lorenzo
| Paraguay
|2018
|Club Rubio Ñu
| Paraguay
|2019
|Atyra Fútbol Club
| Paraguay
|2020 
|Independiente Footaball Club
| Paraguay
|2021-act.

### Participaciones en Copas Nacionales
| Copa               | País     | Resultado     | Partidos | Goles |
| ------------------ | -------- | ------------- | -------- | ----- |
| Copa Paraguay 2018 | Paraguay | Por confirmar | 0        | 0     |